# アンビション
株式会社アンビションは、東京都豊島区に本社を置く日本の企業。ソーシャル・WEB・モバイル系ゲームの企画・開発・運営のほか、海外配信サポート、国内パブリッシング、デバッグサービスなどを主業務とする。コンピュータエンターテインメント協会（CESA）正会員。

## 概要
2005年4月設立。同月よりモバイル向けのMMORPG「ネバーワールドオンライン」運営を開始。「ネバーワールドオンライン」はもともと、コミュニティサービスを行うメディアをコンセプトとして、現社長の福島公則がエンジニア時代に開発したゲームであった。
同年7月にはモバイルゲーム「ネバーワールドカード」、翌2006年には中国の携帯電話キャリア、チャイナモバイル向けに「ネバーワールドオンライン」の中国語版「NEVER WORLD ～虚幻世界～」とサービス提供を開始。
2008年には一般企業やコンテンツプロバイダー向けとなるコンテンツの有人監視サービス「カティナチオ」を発表。モバイルコンテンツ審査・運用監視機構（EMA）が発表した、アクセス制限対象とすべき要件などに準拠し、著作権保護、コミュニティ健全化、モバイルフィルタリング対策などの観点から、対象サイトとなるサイトを有人で監視するサービスで、事業分野の拡大を図ったアンビション、EMA準拠のコンテンツ有人監視サービス「カティナチオ」発表。事業分野の拡大を図った。
2011年に発生した東日本大震災に際して、アンビションは「ネバーワールドオンライン」「あいまい！萌えCanちぇんじ！」など自社運営ゲームの中で募金を行えるシステムを構築した。
2013年から海外関連事業を加速。同年、国内でリリースしていた萌え系育成ゲーム「萌えCanちぇんじ！」を海外向けにカルチャライズした英語版コンテンツ配信をスタート。2015年には初の海外拠点で、グラフィック生産を行う子会社のアンビションベトナムをベトナムに設立した。ベトナムの拠点ではLive2D社の委託により同社のアニメーションソフト「Live2D」の外注制作を行なっている。続く2018年には中国のゲーム市場へのコンテンツ展開、ゲーム配信を目的とした現地法人、アンビションチャイナを設立。
2019年にはスマートフォンアプリの企画や開発、運営を事業としていた株式会社遊ネットを吸収合併。アンビションは遊ネットの権利義務をすべて継承した。2019年には、このほか、よめいく恋愛シミュレーションゲーム「虹色カノジョ２d」で、 コーエーテクモゲームス ガストブランドから発売されているゲーム「アトリエ」シリーズのキャラクターとのコラボ企画に取り組むなど、他社との提携や連携の強化も図っている。

## 沿革
- 2005年4月・有限会社アンビション設立、モバイル向けオンラインRPG「ネバーワールドオンライン」運営開始
- 2005年11月・株式会社へ組織変更
- 2006年2月・サミーネットワークスを通じて、「ネバーワールドオンライン」の中国語版「NEVER WORLD ～虚幻世界～」をチャイナモバイルにてサービス開始
- 2007年2月・沖縄県那覇市に「沖縄支社」を設立[4]
- 2008年5月・「ネバーワールドオンライン」の韓国語版をサービス開始
- 2014年6月・「魔族時間」（日本語タイトル「まぞくのじかん」）台湾・香港へサービス開始[5]
- 2015年10月・グローバル展開を目的とした海外拠点「アンビションベトナム」をベトナム・ホーチミンに設立[6]
- 2017年9月・株式会社ダンクハーツと「輝星のリベリオン」海外配信についての業務提携契約を締結[7]
- 2017年12月・スマートフォン向けゲーム「文豪ストレイドッグス 迷ヰ犬怪奇譚」配信開始
- 2018年2月・株式会社ブシロードと「バンドリ!ガールズバンドパーティ!」海外配信についての運営業務委託契約を締結
- 2018年7月・中国市場展開を目的とした子会社「アンビションチャイナ」を中国・上海に設立[8]
- 2019年1月・株式会社遊ネットを吸収合併[9]
- 2020年7月・アンビションチャイナ、上海メタフェイズと中国市場における戦略的パートナーシップ契約を締結[10]
- 2024年2月・スマートフォン向けゲーム「アルゴナビス -キミが見たステージへ-」配信開始

## ゲームタイトル

### 現行および開始予定
- 文豪ストレイドッグス 迷ヰ犬怪奇譚
- 虹色カノジョ2d
- 擬人カレシ
- フェアリードール
- 星彼Days
- 萌えCanちぇんじ!
- アルカトピア
- まぞくのじかんRe[11]

### 終了または終了予定
- ネバーワールドオンライン[12]（2004年7月22日サービス開始[13]、2023年6月30日サービス終了[14]）
- まぞくのじかん（2013年7月2日サービス開始、2022年3月31日サービス終了[15]）
- Lost Kiss ～カレと運命の恋愛～（2020年12月2日サービス開始、2022年4月4日サービス終了[16]）
- アルゴナビス -キミが見たステージへ-（2024年2月7日サービス開始、2024年11月30日サービス終了[17]）
- にゃんかつ（2024年7月29日サービス開始、2025年7月31日サービス終了[18]）

### 他社移管
- 新テニスの王子様 RisingBeat（2017年11月28日サービス開始[19]、2024年4月1日アピリッツへと移管[20]） ※ブシロードとの共同開発